# Epilobium subdentatum
Epilobium subdentatum är en dunörtsväxtart som först beskrevs av Franz Julius Ferdinand Meyen, och fick sitt nu gällande namn av Lievens och Hoch. Epilobium subdentatum ingår i släktet dunörter, och familjen dunörtsväxter. Inga underarter finns listade i Catalogue of Life.